# Przygody w siodle
Przygody w siodle (ang. The Saddle Club) – serial przygodowy produkcji australijskiej z 2001 roku. Zawiera 52 odcinki. Emitowany w Polsacie. Serial został nakręcony na podstawie powieści Bonnie Bryant.

## Spis odcinków
| N/o            | Polski tytuł               | Angielski tytuł                       |
| -------------- | -------------------------- | ------------------------------------- |
|                |                            |                                       |
| SERIA PIERWSZA |                            |                                       |
|                |                            |                                       |
| 01             | Klub „Siodło”              | The Saddle Club                       |
|                |                            |                                       |
| 02             | Konie                      | Work Horses                           |
|                |                            |                                       |
| 03             | Rajd: część 1              | Trail Ride: Part 1                    |
|                |                            |                                       |
| 04             | Rajd: część 2              | Trail Ride: Part 2                    |
|                |                            |                                       |
| 05             | Urwisko                    | Horse Shy                             |
|                |                            |                                       |
| 06             | Weekend zagadek            | Mystery Weekend                       |
|                |                            |                                       |
| 07             | Szkolny koń                | School Horse                          |
|                |                            |                                       |
| 08             | Gwiazdy filmowe            | Star Quality                          |
|                |                            |                                       |
| 09             |                            | Herdbound                             |
|                |                            |                                       |
| 10             | Zielone pastwiska: część 1 | Greener Pastures: Part 1              |
|                |                            |                                       |
| 11             | Zielone pastwiska: część 2 | Greener Pastures: Part 2              |
|                |                            |                                       |
| 12             | Pochopne wnioski           | Jumping to Conclusions                |
|                |                            |                                       |
| 13             | Spisek                     | Set Up                                |
|                |                            |                                       |
| 14             | Nieokiełzany               | Over the Bit                          |
|                |                            |                                       |
| 15             | Nowy konik                 | Gift Horse                            |
|                |                            |                                       |
| 16             | Lotna zmiana               | Flying Change                         |
|                |                            |                                       |
| 17             | Znaleziona klacz: część 1  | Found Horse: Part 1                   |
|                |                            |                                       |
| 18             | Znaleziona klacz: część 2  | Found Horse: Part 2                   |
|                |                            |                                       |
| 19             | Konkurencja                | Jump Off                              |
|                |                            |                                       |
| 20             | Jak zawsze                 | Across the Board                      |
|                |                            |                                       |
| 21             | Rekord toru                | Track Record                          |
|                |                            |                                       |
| 22             | Pierwsza porażka           | First Refusal                         |
|                |                            |                                       |
| 23             | Przyjęcie                  | Horse Play                            |
|                |                            |                                       |
| 24             | Mądrala                    | High Horse                            |
|                |                            |                                       |
| 25             | Końska ścieżka: część 1    | Bridle Path: Part 1                   |
|                |                            |                                       |
| 26             | Końska ścieżka: część 2    | Bridle Path: Part 2                   |
|                |                            |                                       |
| SERIA DRUGA    |                            |                                       |
|                |                            |                                       |
| 27             | Przefarbowany koń: część 1 | A Horse of a Different Colour: Part 1 |
|                |                            |                                       |
| 28             | Przefarbowany koń: część 2 | A Horse of a Different Colour: Part 2 |
|                |                            |                                       |
| 29             | Ujeżdżanie: część 1        | Show Ponies: Part 1                   |
|                |                            |                                       |
| 30             | Ujeżdżanie: część 2        | Show Ponies: Part 1                   |
|                |                            |                                       |
| 31             | Bieg po życie              | The Ride of His Life                  |
|                |                            |                                       |
| 32             | Miłość kwitnie             | Love Is in the Air                    |
|                |                            |                                       |
| 33             | Porwanie                   | Horsenapped                           |
|                |                            |                                       |
| 34             | Au revoir Dorothée         | Au revoir Dorothée                    |
|                |                            |                                       |
| 35             | Ostatnia prosta            | The Home Straight                     |
|                |                            |                                       |
| 36             | Na swobodzie: część 1      | Running Free: Part 1                  |
|                |                            |                                       |
| 37             | Na swobodzie: część 2      | Running Free: Part 2                  |
|                |                            |                                       |
| 38             | Wyścig z czasem            | Race Against Time                     |
|                |                            |                                       |
| 39             | Zły dzień Stevie           | Stevie’s Bad Day                      |
|                |                            |                                       |
| 40             | Klaczki kontra źrebaki     | Fillies vs Colts                      |
|                |                            |                                       |
| 41             | Ślepy los                  | Blind Faith                           |
|                |                            |                                       |
| 42             | Przyłącz się do nas        | Join Up                               |
|                |                            |                                       |
| 43             | Nowicjusz                  | Tenderfoot                            |
|                |                            |                                       |
| 44             | Rodowód                    | Bloodlines                            |
|                |                            |                                       |
| 45             | Adoptowany koń: część 1    | Foster Horse: Part 1                  |
|                |                            |                                       |
| 46             | Adoptowany koń: część 2    | Foster Horse: Part 2                  |
|                |                            |                                       |
| 47             | Adoptowany koń: część 3    | Foster Horse: Part 3                  |
|                |                            |                                       |
| 48             | Wysoka stawka: część 1     | High Stakes: Part 1                   |
|                |                            |                                       |
| 49             | Wysoka stawka: część 2     | High Stakes: Part 2                   |
|                |                            |                                       |
| 50             | Nie do pary                | Odd Girl Out                          |
|                |                            |                                       |
| 51             | Właścicielka konia         | Horse’s Keeper                        |
|                |                            |                                       |
| 52             | Ostry finisz               | Finishing Strongly                    |
|                |                            |                                       |

## Główne postacie
Carole Hanson jest bystrą afroamerykańską dziewczyną z naturalną zdolnością do jeżdżenia na koniach. Załamana po śmierci mamy, prawie rezygnuje z jazdy konnej. Na szczęście tata przypomina jej, że mama nie chciałaby, aby jej córka porzuciła swoją pasję.
Za pieniądze zostawione przez mamę, Carole kupuje zachwycającego bułanego konia imieniem Blask. Dziewczyna czuje, że jej przyszłość jest związana z końmi, ale w tym kierunku jest tyle możliwości, że nie wie, którą z nich wybrać. Jej zasób wiedzy jest dostatecznie duży, aby zostać weterynarzem, ale Carole chciałaby także hodować oraz trenować rasowe konie. Nie zapomina również o chęci zostania profesjonalnym dżokejem.
Jednak bez względu na to, jaką karierę wybierze, jej największym celem jest jak najlepiej jeździć konno.
Stevie Lake jeszcze zanim nauczyła się mówić, stała się chłopczycą. Stara się pozostać zauważana jako jedna z chłopców, przeszkadza jej w tym jednak skłonność do strojenia się niektórych dziewczyn w jej wieku. Dziewczyna trzyma się jednak tego, co przypomina jej o najważniejszym: jej miłości do koni. Jeździła na Comanchu.Ale potem w jej życiu zawitała piękna klacz o imieniu Bell.
Jej młodszy brat, Michael, który ma 9 lat, jest jej największym utrapieniem, chłopiec chwyta każdą możliwość zdenerwowania swojej siostry. Starszy brat Stevie, Chad (14 lat), nie robi nic, aby powstrzymywać Michaela od irytowania Stevie. Jest pierwszym, który zapoczątkował rodzinną tradycję nauki jazdy konnej. Jednak jednocześnie Alex (12 lat), który dokucza Stevie, potrafi również zaciekle bronić swojej siostry bliźniaczki. Lubi także przypominać, że jest starszy – aż o sześć i pół minuty.
Rodzice Stevie, George i Catherine, są prawnikami z zapełnionymi harmonogramami zajęć. Oboje pracują bardzo ciężko na wszystko, co osiągnęli i są zdeterminowani, by wszczepiać w swoje dzieci wartość solidnej pracy. Godzą się na płacenie za jedną lekcję jazdy konnej tygodniowo, ale Stevie musi pracować w stajni, aby zapłacić za dodatkowe lekcje.
Przez ostatnie 53 odcinki Stevie spotyka się z uczniem stajni, Philem. Ich zauroczenie przekształca się w miłość.
Lisa Atwood jest bardzo dobrą uczennicą. Ubiera się w klasyczne ubrania od projektantów i choć nigdy nie włożyłaby czegoś tak ekstrawaganckiego jak Stevie, podziwia jej indywidualność. Lisa boryka się z przezwyciężaniem wizerunku ‘dobrej dziewczynki’ i pała chęcią nowych wyzwań, aby udowodnić swoją wytrzymałość i wytrwałość.
Lisa początkowo uczy się jeździć na Łatku, idealnym do trenowania kucu w Pine Hollow. Ostatecznie jednak jeździ na Rewii, pięknej kasztanowej klaczy.
Lisa jest osobą z pewnymi osiągnięciami oraz perfekcjonistką dzięki swojej mamie. Dziewczynka stara się być zawsze trochę lepsza od innych, ale jest też lojalną i oddaną przyjaciółką Carole i Stevie.
Jej matka, Eleanor, jest zdecydowaną społeczną karierowiczką i uważa, że świat koni jest dla jej córki dobrym sposobem bycia przyjętym przez dobre otoczenie. Lisa oprócz lekcji jazdy konnej, uczęszcza również na balet, pianino, klarnet oraz tenis. Jej młodsza siostra, Melanie, która jest najlepsza we wszystkim co robi, zapisuje się do szkółki jeździeckiej Pine Hollow. Melanie uwielbia swoją starszą siostrę, ale to niestety oznacza brak wolności dla Lisy.

## Inne postacie
Veronica diAngelo jest rozpieszczoną córką milionera. Uwielbia być podziwiana z powodu jej drogiego rasowego konia, ale oczywiście nie interesuje jej zajmowanie się nim. W pierwszej serii Veronica spowodowała fatalny wypadek Kobalta. Tata kupił jej nowego konia, Grację, a Klubowiczki miały nadzieję, że Veronica dostała nauczkę i będzie opiekować się klaczą znacznie lepiej.
Uczęszcza do tej samej szkoły, co Klubowiczki i czuje się urażona z tego powodu. Była raczej zadowolona w elitarnej żeńskiej szkole w mieście, ale gdy jej rodzice kupili majątek w Pine Hollow zdecydowali się przenieść ją do lokalnej szkoły
Veronica zainteresowała się Philem Marstenem, ponieważ jego rodzina posiada rozległy majątek i hodowlę arabskich koni. Ale on woli Stevie, niezależnie od wszystkich uczuć Veronici.
Duma Veroniki zostaje urażona, gdy jej tata ma problemy finansowe i dziewczyna jest zmuszona pracować w stajni, by zarobić na utrzymanie Gracji i lekcje jazdy konnej. Ale czy opłacało się jej pracować tylko po to, by mieć konia?
Veronica jest zazdrosna o przyjaźń Klubowiczek i w głębi serca chciałaby być jedną z nich, bo tak naprawdę jest dobrą osobą i często okazuje serce, ale tylko pod wpływem Carole, Stevie i Lisy.
Kristi Cavanaugh ma 14 lat, zachowuje się jak dwudziestolatka i jest najlepszą przyjaciółką Veroniki. Szybko staje się znana jako największa flirciara w stajni, bo bardziej interesuje się przyciąganiem uwagi chłopców niż nauką jazdy konnej.
Początkowo pojawiła się w Pine Hollow jako gość Veroniki, ale gdy zobaczyła przystojnych stajennych i jeźdźców, szybko zapisała się na lekcje. W odróżnieniu od Veroniki, Kristi nie gardzi Klubowiczkami, ale jednocześnie nie lubi tracić czasu na przebywanie z nimi. Dla niej są jedynie niedojrzałymi, małymi dziewczynkami.
Chciałaby, aby wszyscy na świeci byli bogaci tak jak ona i Veronica. Wtedy nie byłoby żadnych problemów. Każdy byłby szczęśliwy.
Melanie Atwood jest młodszą siostrą Lisy. Zawsze widzi siebie jako rywalkę starszej siostry. To denerwuje Lisę, ale Melanie kocha ją i chce dla niej jak najlepiej. Psotna żartownisia Melenie, razem z jej najlepszą przyjaciółką Ashley zawsze są do czegoś zdolne (szczególnie gdy oznacza to sposób na zarobienie pieniędzy albo zdobycie sławy). Te plany i żarty zazwyczaj kończą się klęską i rozrywką dla wszystkich oprócz Lisy, którą stale zawstydzają figle dziewczynek.
Phil Marsten jest członkiem klubu jeździeckiego Cross Country, rywalizującego z Pine Hollow. Uczęszcza na lekcje jazdy konnej w Pine Hollow. Phil i Stevie bardzo rywalizują ze sobą i stale każdy z nich próbuje być lepszy od drugiego zarówno na ujeżdżalni, jak i w terenie.
Dla wszystkich pozostałych to oczywiste, że Phil i Stevie podobają się sobie nawzajem, ale oni, spędzając zbyt dużo czasu na kłótniach nie mają szans tego spostrzec.
Stevie wydaje się nie przejmować Philem, ale robi się bardzo zazdrosna, gdy tylko jakaś inna dziewczyna okaże zainteresowanie chłopakiem. A Phil nie potrafi zrozumieć, o co chodzi Stevie. To burzliwa przyjaźń i dobrze zapowiadający się związek, ale rzecz jasna niepozbawiony sprzeczek.
Ashley Taylor jest bardzo żywiołową dziewczynką, która podejmuje każde wyzwanie z entuzjazmem. Nienaganna uczennica, błyszczy na lekcjach tańca i śpiewu. Jej rodzina była zaskoczona, gdy poprosiła o możliwość nauki jazdy konnej. Uwielbia konie i lekcje, jednak bardziej niż wszystko kocha ludzi w Pine Hollow. Ashley była najmłodsza w Pine Hollow, zanim dołączyła młodsza siostra Lisy. Obie od razu przypadły sobie do gustu, mimo że między nimi jest sporo rywalizacji. Ashley jest zadowolona, godząc się ze wszystkimi pomysłami Melanie, nawet gdy wie, że mogą wpaść w kłopoty.

## Obsada
I seria:
- Carole Hanson – Keenan MacWilliam
- Stevie Lake – Sophie Bennett
- Lisa Atwood – Lara Marshall
- Veronica diAngelo – Heli Simpson
- Kristi Cavanaugh – Kia Luby
- Max Regnery – Brett Tucker
- Elizabeth Regnery – Catherine Wilkin
- Phil Marsten – Glenn Meldrum
- Red O’Malley – Nathan Phillips
- Deborah Hale – Cathy Godbold
- Melanie Atwood – Marisa Siketa
- Ashley Taylor – Janelle Corlass–Brown

II seria
- Carole Hanson – Keenan MacWilliam
- Stevie Lake – Sophie Bennett
- Lisa Atwood – Lara Marshall
- Veronica diAngelo – Heli Simpson
- Kristi Cavanaugh – Kia Luby
- Melanie Atwood – Jessie Jacobs
- Max Regnery – Brett Tucker
- Elizabeth Regnery – Catherine Wilkin
- Phil Marsten – Glenn Meldrum
- Red O’Malley – James O’Dea
- Dorothèe Doutey – Matylda Buczko
- Deborah Hale – Cathy Godbold
- Drew Regnery – Nikolai Nikolaeff
- Brian ‘Scooter’ Mulcahy – Alex Marriott
- Ashley Taylor – Janelle Corlass–Brown

III seria
- Carole Hanson – Victoria Campbell
- Stevie Lake – Lauren Dixon
- Lisa Atwood – Ariel Kaplan
- Veronica diAngelo – Marny Kennedy
- Desiree Biggins – Aisha Dee
- Simon Atherton – Connor Jessup
- Jess Cooper – Kaiya Jones
- Melanie Atwood – Ella-Rose Shenman
- Jack O’Neill – Troy Lovett
- Max Regnery – Richard Davies
- Elizabeth Regnery – Briony Behets
- Phil Marsten – Cosmo Feltham
- Murray Richards – Rory Donegan

## Muzyka

### Albumy
- Fun For Everyone  (2002)
- On Top Of The World  (2003)
- Friends Forever (2003)
- Secrets & Dreams (2004)
- Hello World – The Best Of The Saddle Club (2004)
- Summer With The Saddle Club (2008)
- The Saddle Club – Greatest Hits (2009)

### Single
- We Are The Saddle Club (2002)
- Hello World (2002)
- Hey Hey What You Say (2003)
- Wonderland (2003)
- Boogie Oogie Oogie (2003)
- Everybody Come On (2003)
- Undercover Movers and Shakers (2004)
- L.I.F.E (2004)
- Welcome To The Saddle Club (2004)
- These Girls (2009)

## Filmy
- Przygody w siodle: Pierwsze kroki
- Przygody w siodle: Śmierć i narodziny
- Przygody w siodle: Wymarzony koń
- Przygody w siodle: Wielkie wydarzenie
- Przygody w siodle: Prawdziwi przyjaciele
- Przygody w siodle: Huragan
- Przygody w siodle: Ratujmy Pine Hollow